# Blaudzun
Blaudzun, artiestennaam van Johannes Sigmond (Arnhem, 26 oktober 1974), is een Nederlands singer-songwriter.

## Achtergrond
Johannes was het oudste kind binnen het gezin met vier kinderen. Omdat zijn ouders lid waren van de Pinkstergemeente, leerde Johannes al vroeg zingen binnen die geloofsgemeenschap, waar zang en muziek een belangrijk aandeel vormen in de geloofsbeleving. Volgens eigen zeggen is zingen voor hem een noodzaak. Naast gitaar, basgitaar, banjo en ukelele is zijn stem  het belangrijkste instrument, dat gekenmerkt wordt door een hoog stemgeluid met een snik, met drama en pathos.

## Carrière
Johannes Sigmond werkte jaren als achtergrondzanger en speelde in verschillende bands en projecten voordat hij in 2006 onder de naam Blaudzun ging optreden. 
Hij noemde zich naar eigen zeggen naar de vrij onbekende Deense wielrenner Verner Blaudzun: "Een renner uit de jaren zeventig, die nog met Joop Zoetemelk heeft gekoerst." Hij zag de naam van deze wielrenner in de uitslagenlijsten en vond dat die goed klonk.

### Loveliesbleeding en eerste album
In 2007 werkte Sigmond aan een verzameling liedjes die oorspronkelijk bedoeld is als een soundtrack voor nachtelijke autoritten. Blaudzun debuteerde met zes liedjes die hij in eigen beheer uitbracht op de EP Loveliesbleeding. De belangstelling van platenmaatschappijen bleef niet lang uit. Blaudzun werkte in Barcelona en thuis in Nederland verder aan een volledig album en ging in het najaar van 2007 in zee met V2 Records Benelux. Het titelloze debuut verscheen in april 2008.

### Seadrift Soundmachine
Op 12 februari 2010 kwam zijn tweede album Seadrift Soundmachine uit. Volgens Nu.nl is het "een verbluffende opvolger en een definitieve must-have. En haast onmogelijk te bevatten dat hij Nederlands is." Volgens Amerikaanse blog Indiemuse.com "definitely one of the best releases of 2010." Het nummer "Quiet German Girls" werd als eerste single van het album uitgegeven.
In de studio en op het podium werd Blaudzun bijgestaan door zijn broer Jakob Sigmond op gitaar, lapsteel en zang. De andere muzikanten waren Wouter de Waart (drums), Tom Swart (toetsen), Franc Thomas Timmerman (onder andere basgitaar), Jan Dekker (onder andere trompet en mandoline) en Laurens M Palsgraaf (onder andere percussie en synthesizers). De mixage van het album was in handen van de Utrechtse indieproducent Martijn Groeneveld.

### Heavy Flowers
Het jaar 2011 stond in teken van het opnemen van een nieuw album. Daarnaast heeft Blaudzun met Happy Camper (een project van Job Roggeveen) in 2011 een aantal shows gedaan, waaronder een optreden op Lowlands. Als soloartiest deed Sigmond weinig shows in 2011, naar eigen zeggen om zich zo volledig te kunnen concentreren op zijn derde album. Op 6 januari 2012 vond de albumreleaseshow plaats van Heavy Flowers in Tivoli. Op 9 januari 2012 verscheen Blaudzun's derde album, Heavy Flowers. Het album kwam in de eerste week binnen op nummer 4 in de Album Top 100 (Nederland) en bleef daar 26 weken staan.
Na zijn optredens in Tivoli en op Noorderslag 2012 startte zijn volledige clubtour in Nederland en België. Nog voor het festivalseizoen begon, werden daar voor het najaar nog meer data aan toegevoegd. In april won Blaudzun een 3FM Award in de categorie Best Alternative. De single Flame On My Head werd een hit op Studio Brussel en werd opgenomen in de 'De Afrekening'. In augustus 2012 stond Blaudzun op Lowlands. In september van dat jaar won hij de 3VOOR12 Award voor Album van het Jaar. Blaudzun zelf kon niet bij het feest en de uitreiking aanwezig zijn, omdat hij op dat moment door Duitsland toerde. Na een Belgische clubtoer en een concert op CMJ in New York werd 2012 afgesloten met een clubtoer in Nederland. Ter ere daarvan werd op 12 november 2012 een speciale Heavy Flowers-toereditie uitgebracht met een livealbum en een fotoboek. In januari 2013 kwam Blaudzuns derde album Heavy Flowers ook uit in de Verenigde Staten. Op 11 februari 2013 ontving hij voor dit album een Edison in de categorie 'Beste zanger'. 

### Promises of No Man's Land
De single Promises of No Man's Land werd op 1 januari de eerste Hotshot van 2014 op radiozender Studio Brussel. Het Nederlandse 3FM volgde later en riep de song uit tot Megahit. Het gelijknamige album Promises of no man's land kwam uit in maart 2014 en kwam op 1 binnen in de Nederlandse Album Top 100. De hit werd gebruikt als eindmelodie bij  de nabeschouwingen van de Olympische Spelen van Sotsji in Studio Sport en later als intromuziek voor de Belgische politieserie Echte Verhalen: De Buurtpolitie. Over dit laatste programma liet de zanger zich op het podium laatdunkend uit. Hij gaf nooit toestemming voor het gebruik. 
Op 3 december 2018 kreeg hij een gouden plaat voor Promises of No Man's Land uit handen van Jeroen Pauw. Op 10 april 2014 ontving Blaudzun opnieuw een 3FM Award voor Beste Artiest Alternative. Blaudzun toerde door Europa en speelde op onder andere Lowlands, Pukkelpop in België, Hurricane & Southside in Duitsland en Bravalla in Zweden.
In januari 2015 sloot hij met zijn zevenkoppige band de eerste helft van zijn internationale tour af. Na die periode nam Blaudzun violist Judith van der Klip niet meer mee op tour.
In het voorjaar van 2015 verscheen zijn nieuwe single Powder Blue, de officiële titelsong voor de film Ventoux, naar het gelijknamige boek van Bert Wagendorp. Speciaal voor de start van de Tour de France in Utrecht componeerde Blaudzun al eerder dat jaar het nummer Bon Voyage! (Hij wilde het nummer in eerste instantie Bon Courage! noemen, maar onder druk van de Tour-organisatie veranderde hij de titel). De video werd gemaakt door Job, Joris & Marieke. Na de ploegenpresentatie trad Blaudzun met zijn band op in Park Lepelenburg in Utrecht. 
In maart 2015 was Blaudzun wederom genomineerd voor een 3FM Award in de categorie "Best Alternative". Blaudzun begon het voorjaar met een reeks Belgische clubshows en trad dit jaar op op onder andere de festivals Down The Rabbit Hole, Deichbrand en Rock Werchter. In augustus deed hij meerdere amfitheatershows.
In september 2015 speelt Blaudzum Wolf's Behind The Glass tijdens de nationale herdenkingsconcert The Bridge to Liberation in Arnhem.

### HATY HATY
In december 2015 verscheen High as the Sun, de eerste single en titeltrack van het eerste album van HATY HATY, een samenwerking tussen Blaudzun en de Utrechtse producer David Douglas. Dat was niet de eerste keer dat zij samenwerkten. Blaudzun zong eerder het nummer White Heat Blood, afkomstig van Douglas' debuutalbums. Blaudzun wilde het geluid van de nieuwe formatie echter niet vergelijken met hun eerdere samenwerking: "Dat was een track op zijn album met mijn zang. Dit is een heel nieuw, los project met een nieuwe vibe. We hebben alle muziek samen geschreven." Het album High as the Sun kwam uit op 11 maart. Opvallend is de albumtrack "Nazaré", met een bijdrage van de Noorse zangeres Ane Brun. Blaudzun werkte eerder met de zangeres samen tijdens Lowlands 2012, waar zij samen "Midnight Room" zongen. 
Los van de spaarzame optredens met Haty Haty was Blaudzun nauwelijks op de podia te vinden. Wel trad hij op 13 augustus 2016 op tijdens de Nationale Indië Herdenking in Den Haag. De zanger heeft Indische roots.

### Jupiter - Part I
Bijna 2,5 jaar na de release van zijn succesvolle Promises of No Man's Land verscheen op 7 oktober 2016 het nieuwe album van Blaudzun: Jupiter. Dit is zijn vijfde langspeler en bevat niet één maar drie albums.
Blaudzun: "Mijn nieuwe album is een drieluik, een collectie liedjes in losse delen. Drie albums die op verschillende momenten worden gemaakt en uitgebracht. Jupiter is in zekere zin een album in wording en dat blijft zo totdat het laatste deel verschijnt. Deel I is af, maar deel II en III nog niet." In NRC Next en op 3VOOR12 sprak Blaudzun openhartig over de achtergronden van zijn nieuwe liedjes en vertelde hij over een depressie en het afbreken van een lange liefdesrelatie. 
Deel I van het album is een volwaardige LP en bevat negen songs die hij met zijn, deels nieuwe, band live opnam. Blaudzun brak met de gewoonte om voornamelijk solo of met slechts één muzikant in de studio te werken en dook met meerdere muzikanten tegelijk de studio in, waaronder vaste waarde Tom Swart (piano), broer Jakob Sigmond (gitaar) en drummer Simon Levi (bekend van o.a. William Fitzsimmons, Bonne Aparte). Percussionist en synth-speler Laurens M. Palsgraaf (bijnaam: J. Moreno) en drummer Wouter de Waart werden bedankt voor vele jaren trouwe dienst. De laatste is overigens nog regelmatig backstage bij Blaudzunshows gezien. 
De titel van de trilogie is een verwijzing naar de planeet Jupiter, de grootste en vanaf de zon gezien de vijfde planeet. Niet toevallig is Jupiter ook Blaudzun's vijfde album. De kick off van Jupiter vond plaats in het Utrechtse poppodium EKKO. Daar presenteerde Blaudzun tijdens 4 uitverkochte avonden deel 1 van de trilogie, nog voordat het album uit was. Na de EKKO-shows ging de band, met onder andere nieuw bandlid Linda van Leeuwen (voormalig Bombay, Sue The Night) en drummer Simon Levi (voormalig The Black Atlantic, William Fitzsimmons) op clubtour door Duitsland, Zwitserland, België en Nederland. Naast de titeltrack Jupiter, bracht Blaudzun nog 2 singles uit van dit album, waaronder "Between A Kiss And A Sorry Goodbye" die werd uitgebracht met een bijzondere 360 graden-video. De Jupiter I tour eindigde op 30 december 2016.

### David Bowie
Op de eerste sterfdag van David Bowie bracht Blaudzun een eerbetoon aan de Engelse zanger in De Wereld Draait Door. Samen met het B-Movie Orchestra deed hij een duet van het nummer Starman. Beelden en muziek van David Bowie werden gemixt met de beelden van de band en Blaudzun.

### Jupiter - Part II
Deel twee van Jupiter verscheen op 3 maart 2017. Op 4 maart vond de releaseshow plaats in de TivoliVredenburg, Utrecht. Het artwork van Jupiter bestaat uit één driedubbele platenhoes waarin de drie lp's passen. Na de festival- en clubtour met Jupiter - Part II deed Blaudzun in het najaar van 2017 zijn eerste (korte) theatertour, met Linda van Leeuwen op drums, begeleiding van zijn broer Jakob Sigmond en Franc Thomas Timmerman en Tom Swart op piano en accordeon. In het theater zong hij voor het eerst sinds jaren het lied Shout, de cover van Tears for Fears die hij in 2011 voor het eerst speelde in het programma De Wereld Draait Door.

### _UP_ (Jupiter Part III)
Op 1 januari 2018 verscheen de single '_hey now'. De track werd TopSong op Radio 2 en is de voorloper van het laatste deel van het Jupiter drieluik. Dit album heet _UP_ en géén Jupiter - Part III. Het album ontving lovende recensies in de kranten. De Volkskrant noemde Jupiter "een knap geconstrueerde triomf". In interviews vertelt Blaudzun dat hij _UP_ het belangrijkste deel vindt van het drieluik. Begin januari werd Blaudzun tijdens een persbijeenkomst in Paradiso als een van de optredende artiesten op Pinkpop 2018. 
In de week dat het album verscheen overleed onverwachts zijn goede vriend en labelbaas (V2 Benelux) Arnoud van der Toorn. Blaudzun cancelde de tour niet en opende met twee intieme shows in de Ancienne Belgique in Brussel. De tour met _UP_ leidde Blaudzun en zijn band langs uitverkochte clubzalen (o.a. Luxor Live, Mezz, TivoliVredenburg en Paradiso). Ook deed hij een kleine clubtour in Duitsland. In de zomer stond Blaudzun voor het eerst in 5 jaar weer op Pinkpop. Later dat jaar speelde hij onder meer ook op Sziget en Lowlands. 
Eind oktober meldden verschillende kranten dat Blaudzun vriendelijk had bedankt voor een rol in The Passion. De makers hadden hem op het oog voor de rol van Judas. De zanger had daar geen zin in.  
In december was Blaudzun te gast in het tv-programma Pauw. Daar speelt hij zijn hit '_hey now' samen met Amsterdam Sinfonietta. Hij kondigt een tournee aan met dit gezelschap. En passant ontving hij uit handen van presentator Jeroen Pauw een gouden plaat voor 'Promises of No Man's Land'.

### Musik Ungeklärter Herkunft (Original Soundtrack)
In 2019 componeerde en produceerde Blaudzun een soundtrack bij een expositie van de Duitse kunstenaar Sigmar Polke in het Cobra Museum. De expositie 'Musik ungeklärter Herkunft - Polke x Blaudzun' openende 14 december 2019 en kenmerkte zich door een 11.1 dolby surround audio opstelling. De expositie werd na 2 maanden gesloten vanwege corona maatregelen. De soundtrack is ook uitgebracht op vinyl. 

### Lonely City Exit Wounds
Op 21 januari 2022 verscheen het album Lonely City Exit Wounds. Het album komt op nummer 1 binnen in de Nederlandse albumcharts en werd het jaar daarvoor al voorafgegaan door de singles Real Hero, Running to Meet the Sundown en Closer. Volgens De Volkrant is het 'een van Blaudzuns beste, een album dat kan helpen, als een vriend in nare tijden’ . En de krant Parool noemt het 'Blaudzun's beste werk tot nu toe'. Het lied Real Hero en Wide Open werden uitgeroepen tot Topsong bij de Nederlandse radiozender NPO Radio 2. Later dat jaar speelt Blaudzun voor de derde keer op Pinkpop. De clubtour bij dit album werd deels uitgesteld door corona maatregelen. De release show bij het album vond pas plaats op oktober 13 oktober 2022 in de Ronda zaal van TivoliVredenburg. 

Lonely City Exit Wounds produceerde Blaudzun samen met de Haarlemse producer Thijs van der Klugt. 

### Carré
In september 2022 ging Blaudzun een bijzondere samenwerking aan met het Rotterdamse Scapino Ballet. Met achttien uitverkochte voorstellingen in Carré brachten zij onder de naam 'OSCAR' een ode aan Oscar Carré, ter ere van het 135-jarige bestaan van Carré.  De choreografie was van Ed Wubbe. Alle muziek was reeds bestaande oorspronkelijke muziek van Blaudzun waaronder het instrumentale nummer Palomino. In september 2024 ging de voorstelling ‘OSCAR’ in reprise in Carré vanwege het grote succes in 2022.  

## Wielerfan en bijzonderheden
Buiten zijn passie voor zang en muziek is Johannes Sigmond een gedreven liefhebber van wielrennen. Vanuit zijn kennis van deze sport produceerde en regisseerde hij in 2011 de documentaire Il Lombardia gemaakt, met muziek van Blaudzun. In 2015 mocht Blaudzun de titeltrack verzorgen voor de film 'Ventoux'. Hij doopte het nummer 'Powder Blue'. Samen met ex-profrenner John den Braber maakt hij sinds 2019 de wielerpodcast De Grote Plaat. In de op 24 juni 2024 verschenen aflevering van deze podcast maakten de makers bekend dat de laatste aflevering verschijnt op 26 juni 2024. Door de toenemende hoeveelheid muzikale verplichtingen was het voor Johannes niet langer mogelijk de podcast de aandacht te geven die deze volgens hem verdient.  
Johannes schuift ook regelmatig aan bij wielertalkshows zoals De Avondetappe en het Vlaamse Vive le Vélo. 

Op 15 augustus 2016 speelt Blaudzun het lied Wolf's Behind The Glass tijdens de nationale Indië-herdenking in Den Haag. Blaudzun heeft zelf Indonesische roots.

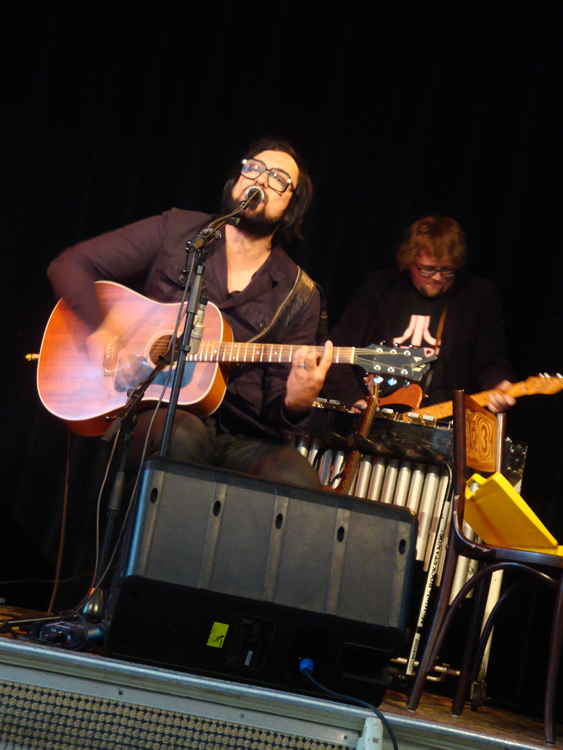
Bij een optreden in 2010
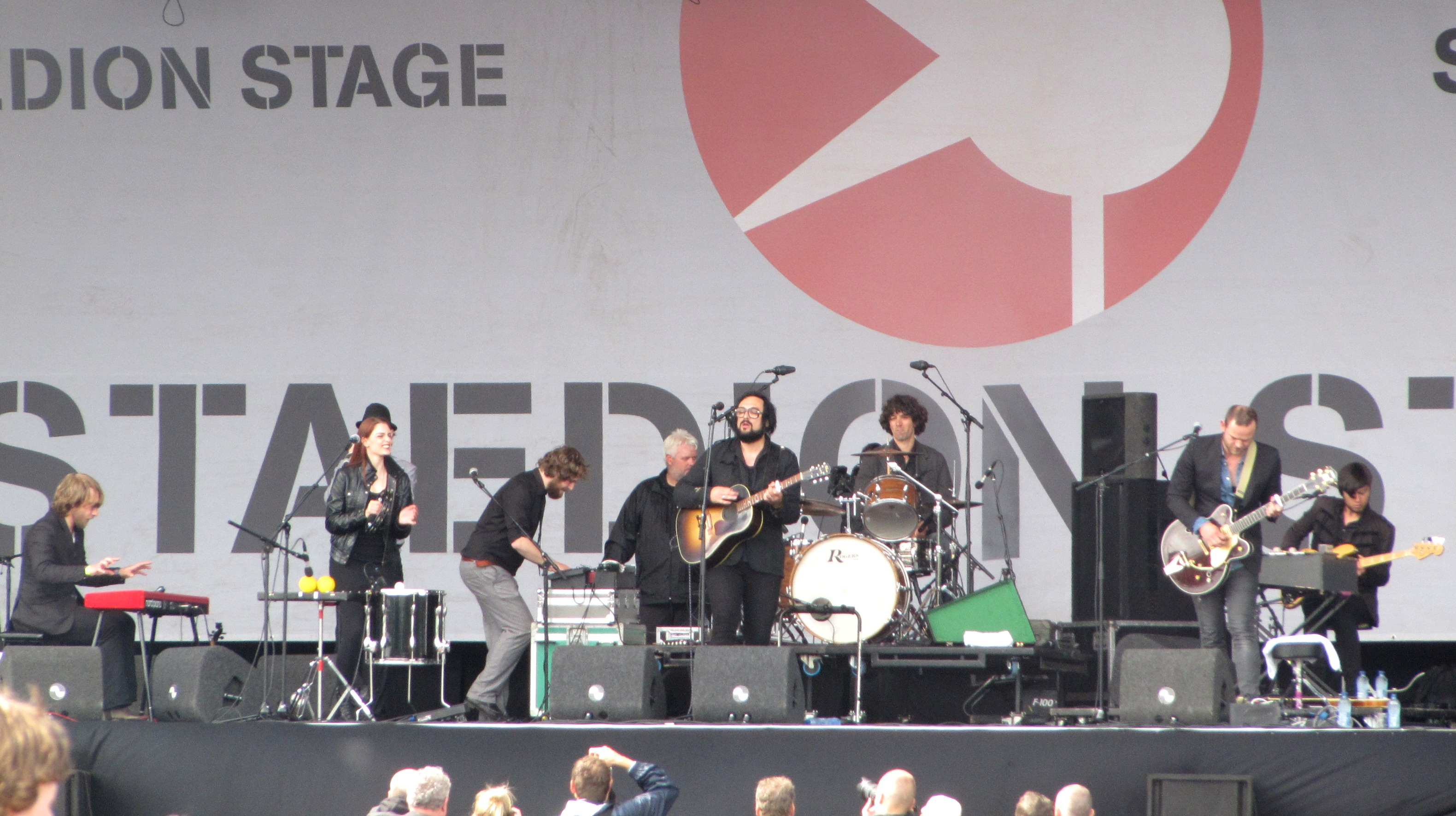
Parkpop 2012
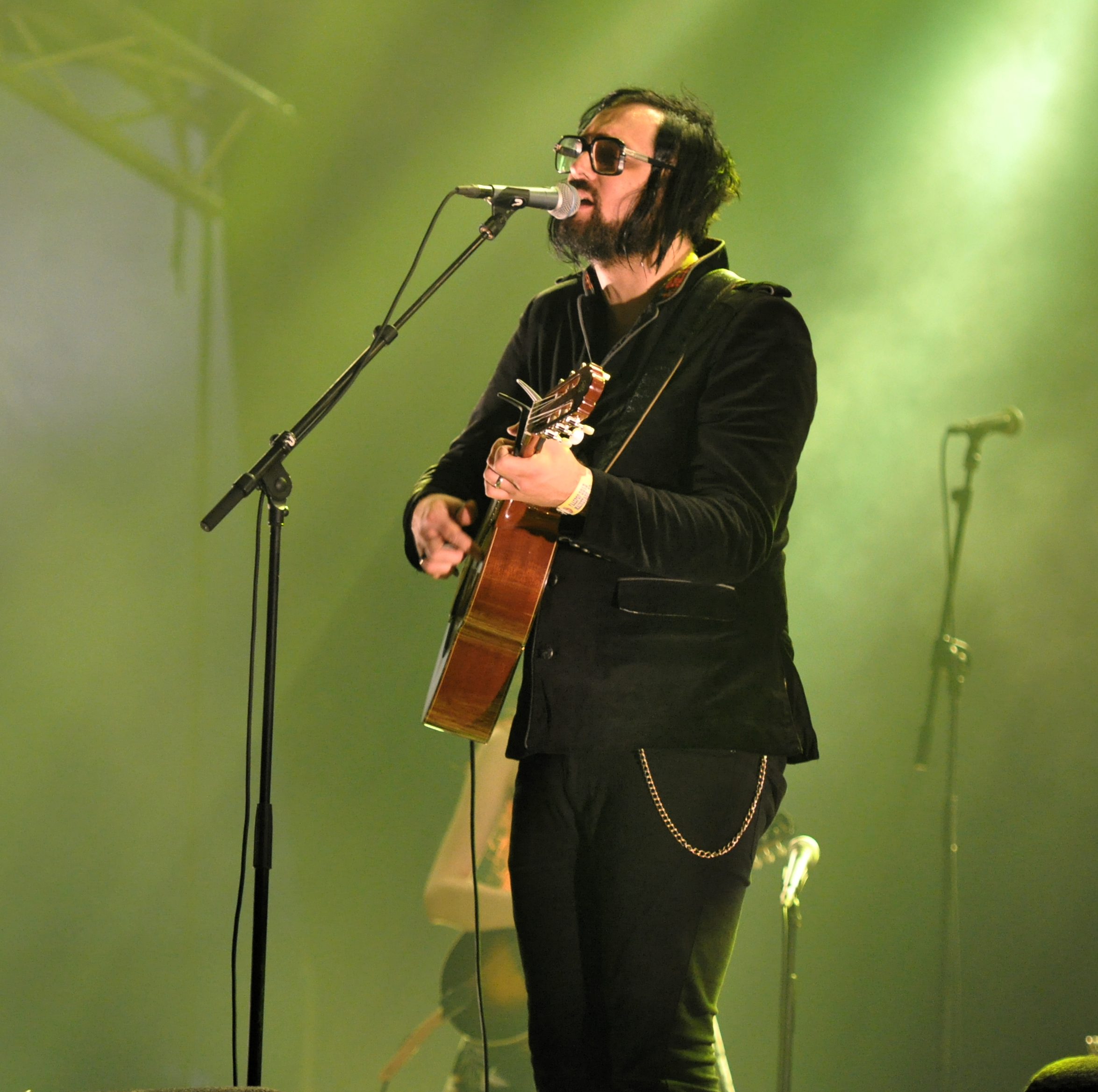
Paaspop 2013

## Discografie

### Albums
| Album met eventuele hitnotering(en) in de Nederlandse Album Top 100 | Datum van verschijnen | Datum van binnenkomst | Hoogste positie | Aantal weken | Opmerkingen |
| ------------------------------------------------------------------- | --------------------- | --------------------- | --------------- | ------------ | ----------- |
| Seadrift Soundmachine                                               | 12-02-2010            | 20-02-2010            | 29              | 11           |             |
| Heavy Flowers                                                       | 09-01-2012            | 14-01-2012            | 4               | 63           | Goud        |
| Promises Of No Man's Land                                           | 07-03-2014            | 15-03-2014            | 1(1wk)          | 28           | Goud        |
| Jupiter - Part I                                                    | 07-10-2016            | 15-10-2016            | 16              | 2            |             |
| Jupiter - Part II                                                   | 03-03-2017            | 11-03-2017            | 16              | 2            |             |
| _UP_                                                                | 06-04-2018            | 14-04-2018            | 24              | 2            |             |
| Lonely City Exit Wounds                                             | 21-01-2022            | 29-01-2022            | 1               | 2            |             |

| Album met hitnotering(en) in de Vlaamse Ultratop 200 albums | Datum van verschijnen | Datum van binnenkomst | Hoogste positie | Aantal weken | Opmerkingen |
| ----------------------------------------------------------- | --------------------- | --------------------- | --------------- | ------------ | ----------- |
| Heavy Flowers                                               | 09-01-2012            | 25-02-2012            | 58              | 45           |             |
| Promises Of No Man's Land                                   | 07-03-2014            | 15-03-2014            | 6               | 52           |             |
| Jupiter - Part I                                            | 07-10-2016            | 15-10-2016            | 35              | 9            |             |
| Jupiter - Part II                                           | 03-03-2017            | 11-03-2017            | 51              | 5            |             |
| _UP_                                                        | 06-04-2018            | 14-08-2018            | 78              | 4            |             |
| Lonely City Exit Wounds                                     | 21-01-2022            | 29-01-2022            | 96              | 2            |             |

### Singles
| Single met eventuele hitnotering(en) in de Nederlandse Top 40 | Datum van verschijnen | Datum van binnenkomst | Hoogste positie | Aantal weken | Opmerkingen                 |
| ------------------------------------------------------------- | --------------------- | --------------------- | --------------- | ------------ | --------------------------- |
| Flame on My Head                                              | 09-01-2012            | -                     |                 |              | Nr. 67 in de Single Top 100 |
| Promises of No Man's Land                                     | 2014                  | 01-02-2014            | 33              | 5            | Nr. 65 in de Single Top 100 |

| Single met hitnotering(en) in de Vlaamse Ultratop 50 | Datum van verschijnen | Datum van binnenkomst | Hoogste positie | Aantal weken | Opmerkingen |
| ---------------------------------------------------- | --------------------- | --------------------- | --------------- | ------------ | ----------- |
| Flame on My Head                                     | 09-01-2012            | 04-02-2012            | tip16           | -            |             |
| Solar                                                | 21-05-2012            | 09-06-2012            | tip20           | -            |             |
| Elephants                                            | 03-09-2012            | 22-09-2012            | tip44           | -            |             |
| Promises of No Man's Land                            | 2014                  | 11-01-2014            | tip4            | -            |             |
| Hollow People                                        | 2014                  | 17-05-2014            | tip14           | -            |             |
| Too Many Hopes for July                              | 2014                  | 26-07-2014            | tip18           | -            |             |
| Powder Blue                                          | 2015                  | 16-05-2015            | tip47           | -            |             |
| Between a Kiss and a Sorry Goodbye                   | 2016                  | 08-10-2016            | tip             | -            |             |

### NPO Radio 2 Top 2000
| Nummer met noteringen in de NPO Radio 2 Top 2000 | '14  | '15 | '16  | '17  | '18  | '19  | '20 | '21  | '22  | '23  | '24  |
| ------------------------------------------------ | ---- | --- | ---- | ---- | ---- | ---- | --- | ---- | ---- | ---- | ---- |
| Promises of no man's land                        | 1873 | 906 | 1212 | 1242 | 1460 | 1865 | -   | 2000 | 1654 | 1886 | 1920 |

1. ↑  Een '-' betekent dat het nummer niet was genoteerd en een vetgedrukt getal geeft de hoogste notering aan.
2. ↑  2014 was het eerste jaar met een notering voor dit nummer.